# Recherche en gestion
La recherche en gestion (ou en management) est une branche de la recherche qui a pour objet l'analyse empirique et la théorisation des phénomènes de gestion. Elle est souvent peu connue des manageurs eux-mêmes, dû à un manque d'accessibilité intellectuelle et de compréhension des articles. La première publication en France dans ce domaine a été créée dès 1965. 

## Théories
Différents courants coexistent au sein des théories de recherche en gestion,. La théorie classique est scindée en deux courants : 
- L'Ecole des principes d'organisation dont les principaux représentants sont Frederick Winslow Taylor considéré comme le père "scientifique management "[réf. souhaitée], Henri Fayol auteur de Administration industrielle et générale , A.C. Reiley (1931) et L . Gulick & L. Urwick (1937).
- La théorie de la bureaucratie représentée par Max Weber, R. Merton (1936), P. Blau et A. Gouldner (1954).

D'autres courants de pensées apparaissent en réaction à la théorie classique.

## Méthodologie de la recherche en gestion
La recherche en gestion exige le suivi d’une certaine méthodologie préétablie par de nombreux chercheurs et gestionnaires y ayant contribué. Cela s’explique par le fait que la gestion comporte plusieurs sciences, lui étant associées. De ce fait, comme pour toute science, l’établissement d’un plan d’exécution du processus de recherche est indispensable, d'un point de départ épistémologique, à une présentation rigoureuse des données trouvées, ainsi que leur interprétation statistique.

## Utilisation de la recherche en gestion
Ces dernières années le management s’appuie sur les outils développés par les sciences de gestion.
1. Que ce soit pour déterminer les produits ou les services en corrélation avec les besoins parle biais d’outils numérique (big data).
2. Pour déterminer quelles ressources produire et analyser les contraintes de disponibilité des ressources financières.
3. Définir le choix de l’organisation de la production afin de concilier flexibilité, qualité et maîtrise des coûts. Et ainsi permettre aux organisations de s’interroger sur leurs capacités à innover leurs procédés.
4. Permettre un fonctionnement cohérent des innovations organisationnelles : apprentissage continu, autonomie et implication des salariés, enrichissement des tâches. Souvent appliquées en simultané, ces innovations favorisent le travail en équipe (équipes de projet transversales et multidisciplinaires, groupes de résolution de problèmes, cercles de qualité, équipes autonomes), renforcent l’engagement des salariés via les démarches de « qualité totale » (total quality management) et encouragent leur polyvalence avec la rotation des tâches (multitasking group). D’autres dispositifs sont introduits, comme le « juste-à-temps » et le raccourcissement des lignes hiérarchiques intermédiaires (qui évince les superviseurs et les contremaîtres)[7].